# インターシティ2
| 左写真：客車列車（ツインデックス・ヴァリオ）（2015年撮影）右写真：電車列車（KISS）（2016年撮影）  |  | 左写真：客車列車（ツインデックス・ヴァリオ）（2015年撮影）右写真：電車列車（KISS）（2016年撮影） |
| 左写真：客車列車（ツインデックス・ヴァリオ）（2015年撮影） 右写真：電車列車（KISS）（2016年撮影） |  |                                                                                                  |

インターシティ2（Intercity 2）、通称「IC2」は、ドイツ鉄道の都市間列車・インターシティのうち、2階建て車両を用いる列車の名称である。

## 概要・車両
インターシティの利用客の増加への対応や旧型車両の置き換えを目的に2015年12月から営業運転を開始した、2階建て車両を用いるドイツ鉄道の列車愛称。後述する開始当初の車両であった2階建て客車は2011年の時点で既に発注が行われ、2013年の営業運転開始を予定していたが、幾度かの納入の遅延が生じ2015年に最初の車両が導入された経緯を持つ。
2021年現在、インターシティ2は以下の2車種の列車によって運行されており、塗装は全車種ともインターシティの標準塗装である白の地色と窓下の交通赤色（Verkehrsrot）の帯で統一されている。また、一部の編成にはドイツの主要な観光地域や島、山、自然保護区、景観にまつわる名称が付けられている。

### 機関車・客車

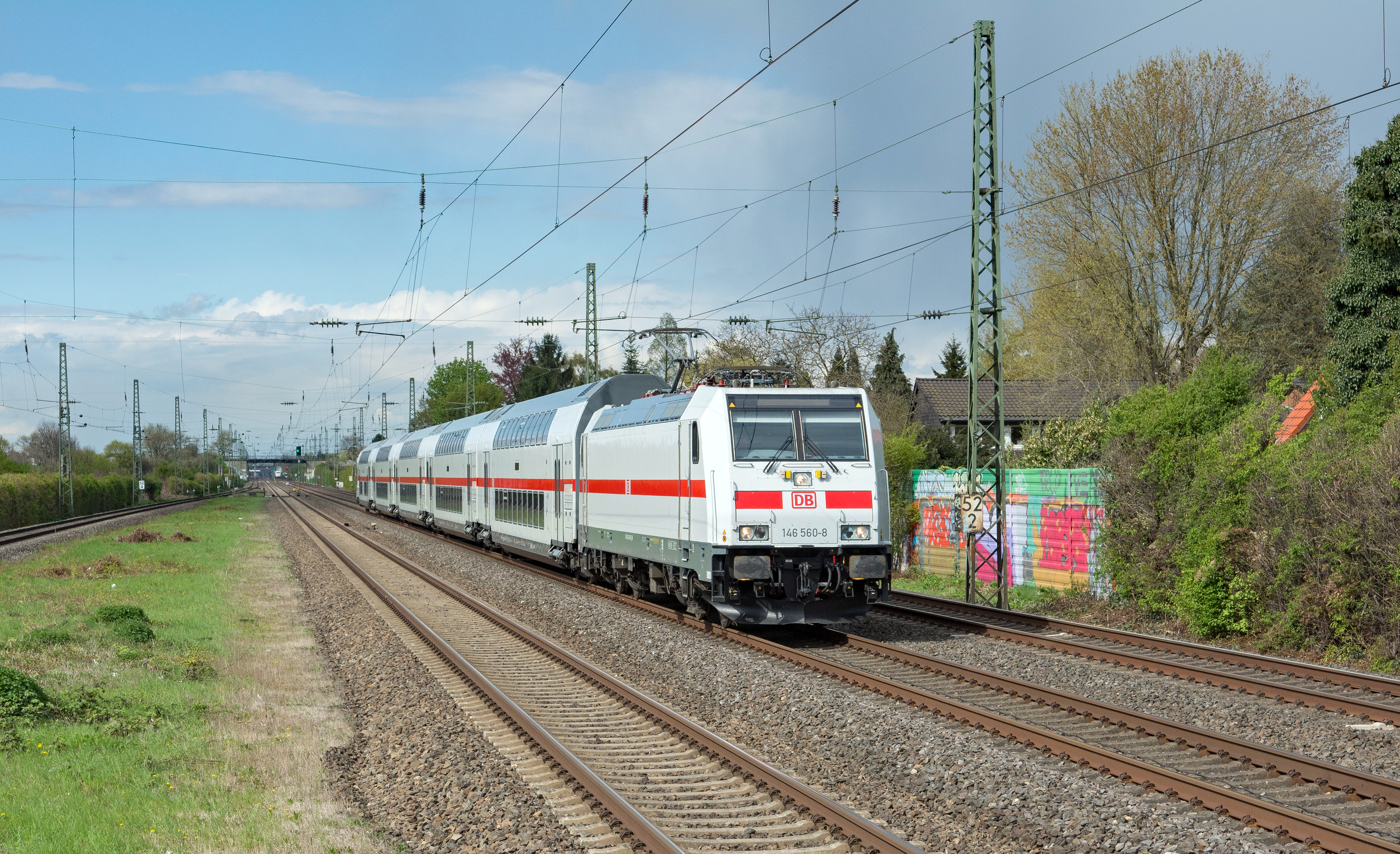
146形電気機関車 + 客車
（2016年撮影）

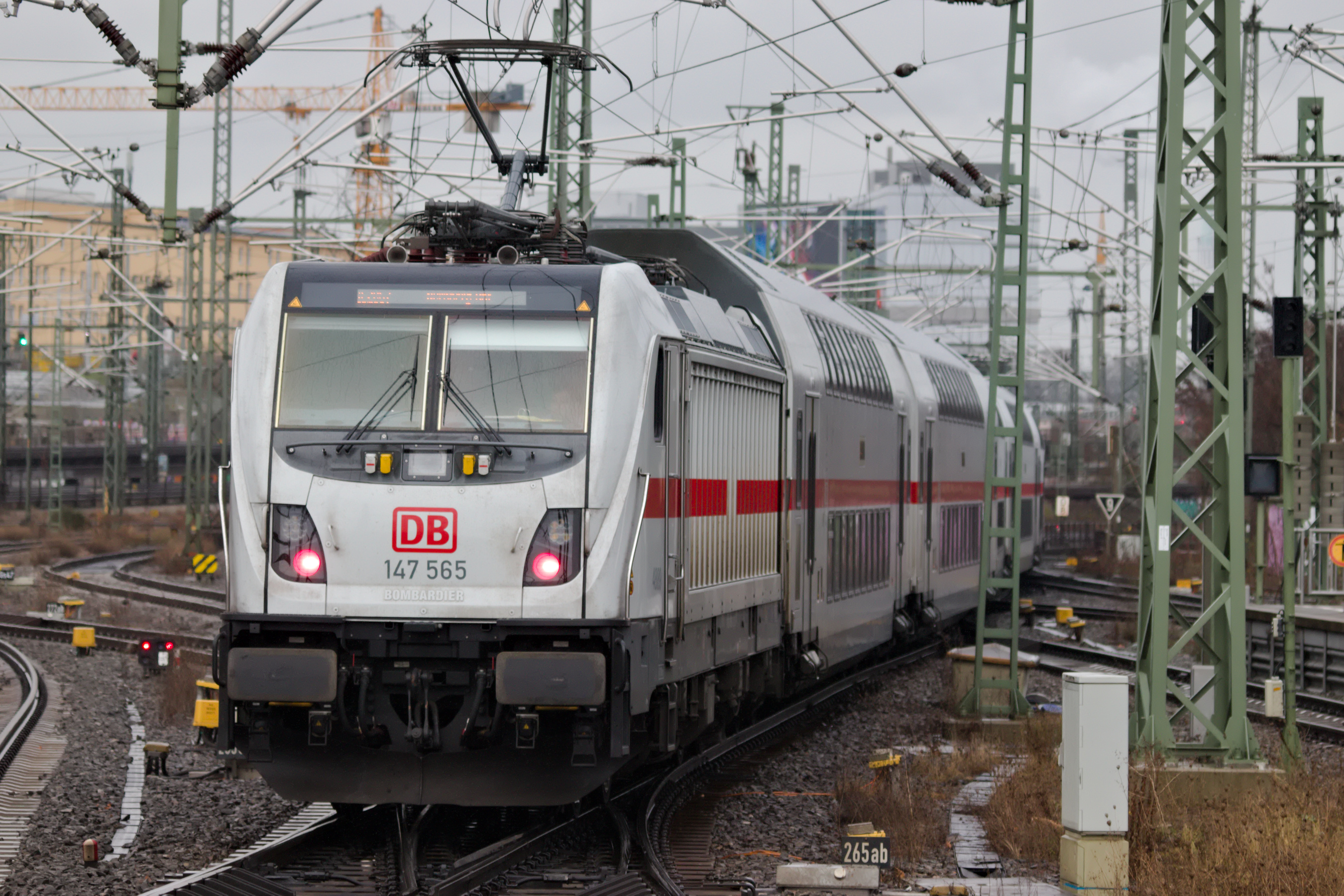
147形電気機関車 + 客車
（2019年撮影）

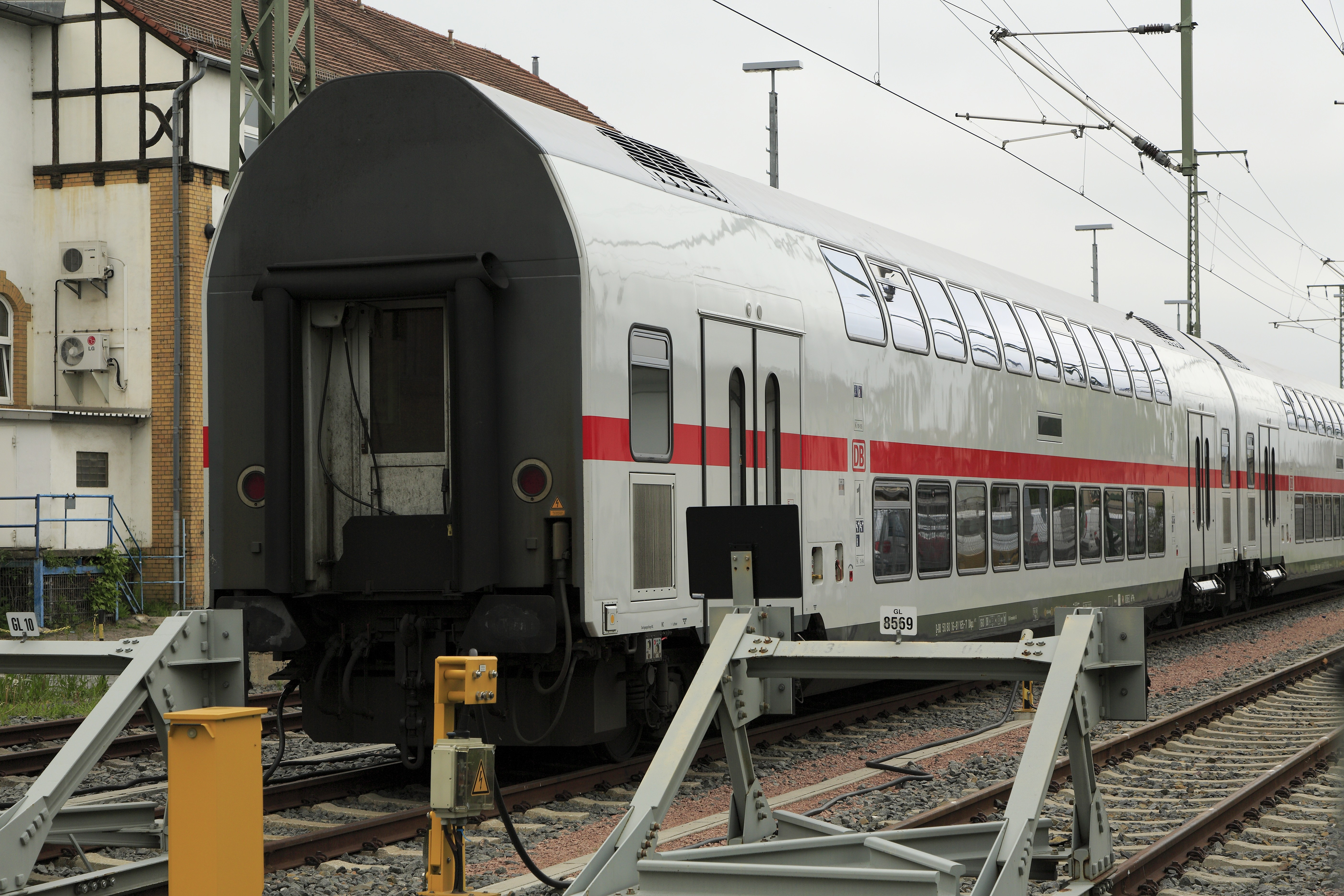
客車（中間客車）
（2017年撮影）

インターシティ2の設定当初から営業運転に使用されているのは、ボンバルディア・トランスポーテーション（現：アルストム）が製造した2階建て客車のツインデックス・ヴァリオと電気機関車のTRAXX（146.5形、147.5形）を用いる客車列車である。
各列車は電気機関車と5両（1等客車1両 + 2等客車4両）の客車で構成されており、最高速度は160 km/hである。最後尾の客車は運転台が設置されており終点での機関車の機回しの省略が可能となっている。全客車とも乗降扉は両開きのプラグドアで、中間客車はボギー台車上部の平屋部分、制御客車は1階部分に設置されており、前者は幅を1,860 mmと広く取る事で乗降の容易さが図られている。。
各座席には1等・2等双方共に充電用のソケットが搭載されており、車内でのwi-fi通信も可能となっている。また、2等客車には自転車が搭載可能なフリースペースが存在する他、制御客車の2階にはガラスによって仕切られたファミリーエリアが8席分設けられている。食堂車（ビストロ）は連結されていないが、各座席へ軽食やスイーツを提供するケータリングサービスが実施されている。
客車列車の諸元は以下の通り。
| 号車       | 号車       | 5           | 4           | 3           | 2           | 1             |
| 形式       | 形式       | DApza 687.2 | DBpza 682.2 | DBpza 682.2 | DBpza 682.2 | DBpbzfa 668.2 |
| 車種       | 車種       | 1等車       | 2等車       | 2等車       | 2等車       | 2等制御車     |
| 全長       | 全長       | 26,800mm    | 26,800mm    | 26,800mm    | 26,800mm    | 27,270mm      |
| 重量       | 重量       | 53.8t       | 53.0t       | 53.0t       | 53.0t       | 56.6t         |
| 座席数     | 1等        | 70          |             |             |             |               |
| 座席数     | 2等        |             | 113         | 113         | 113         | 51            |
| 座席数     | 折り畳み   |             | 1           | 1           | 1           | 13            |
| 備考・参考 | 備考・参考 | [ 1 ]       | [ 1 ]       | [ 1 ]       | [ 1 ]       | [ 1 ]         |

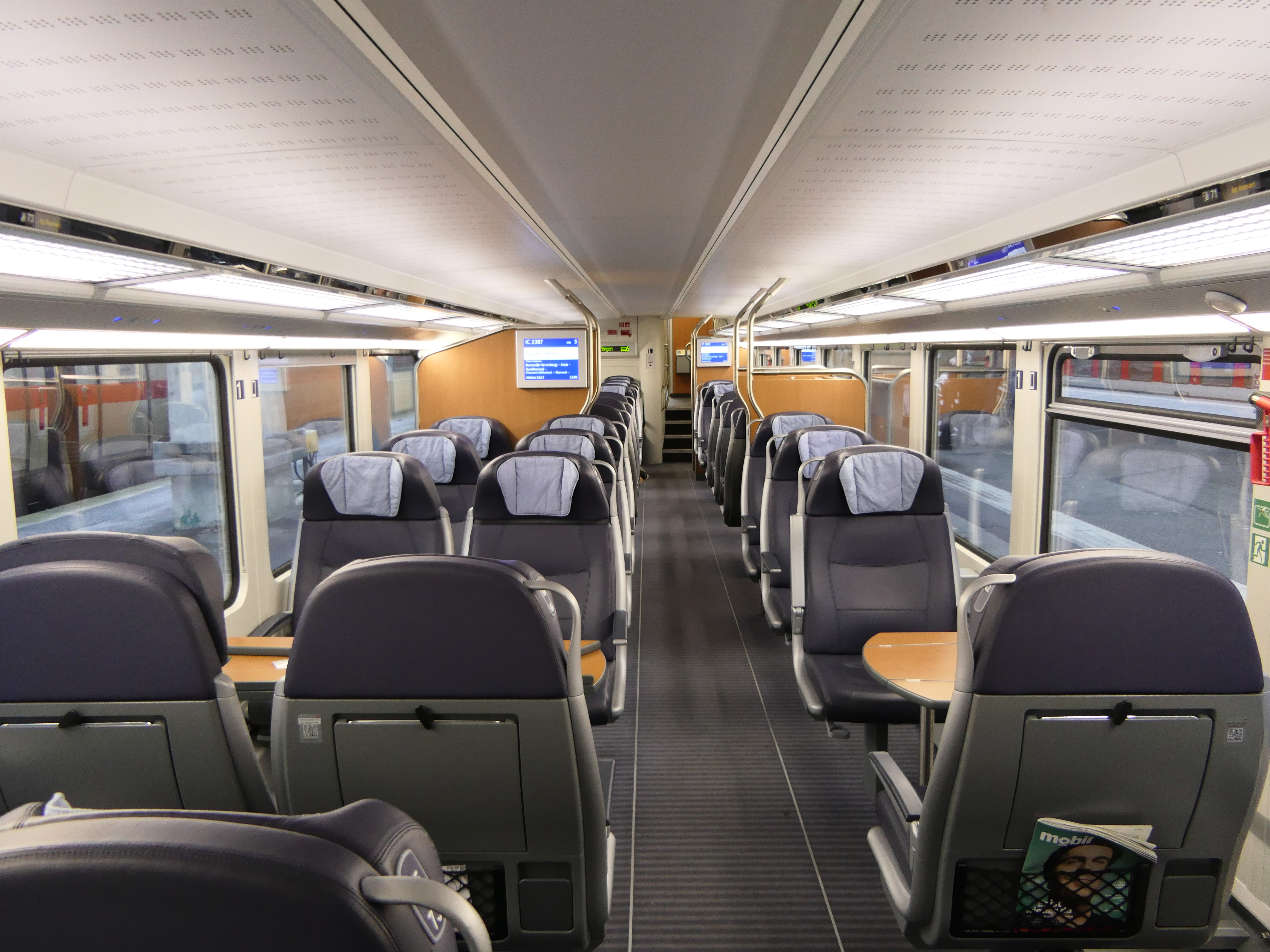
車内（1等車：1階）
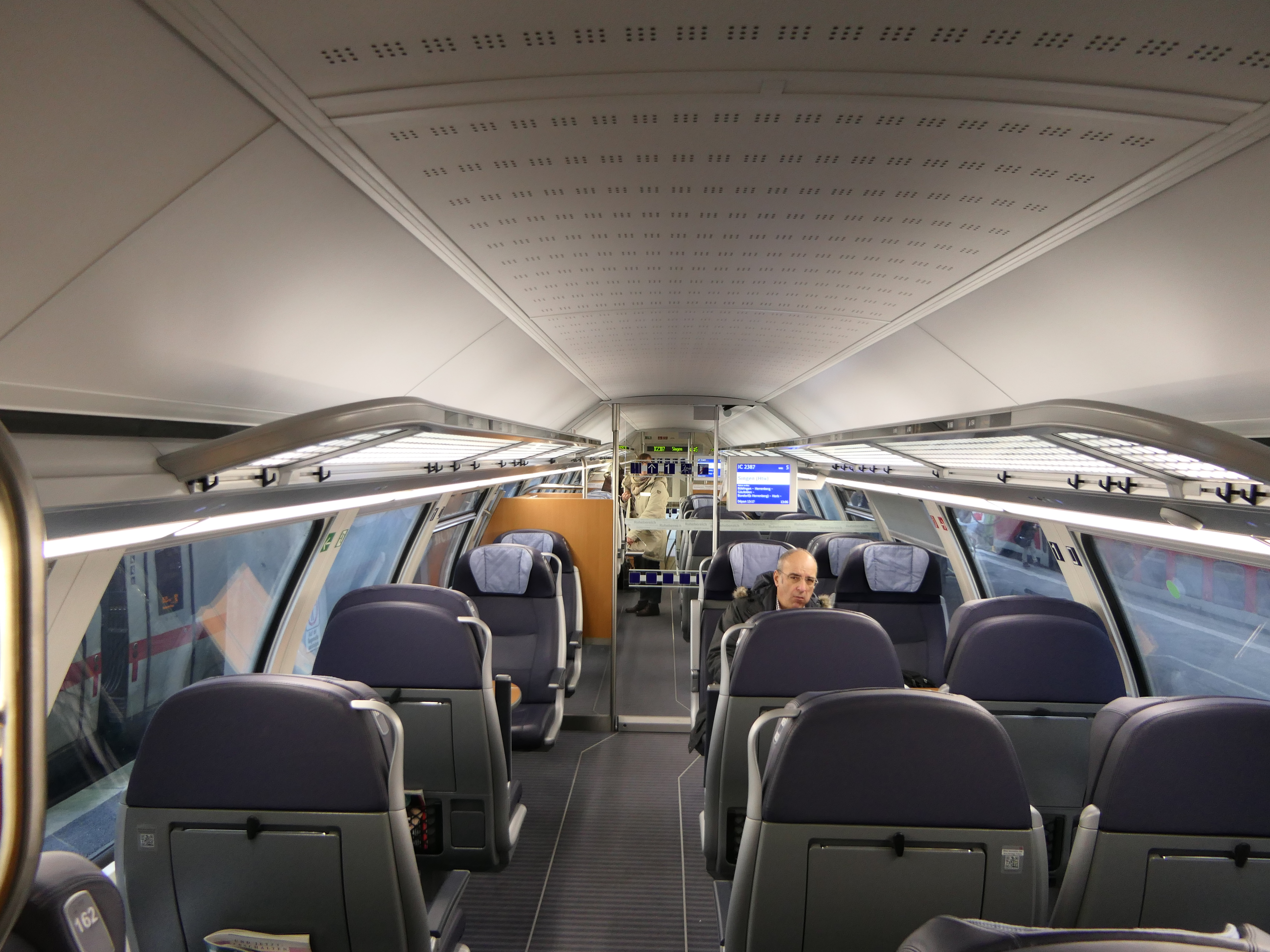
車内（1等車：2階）
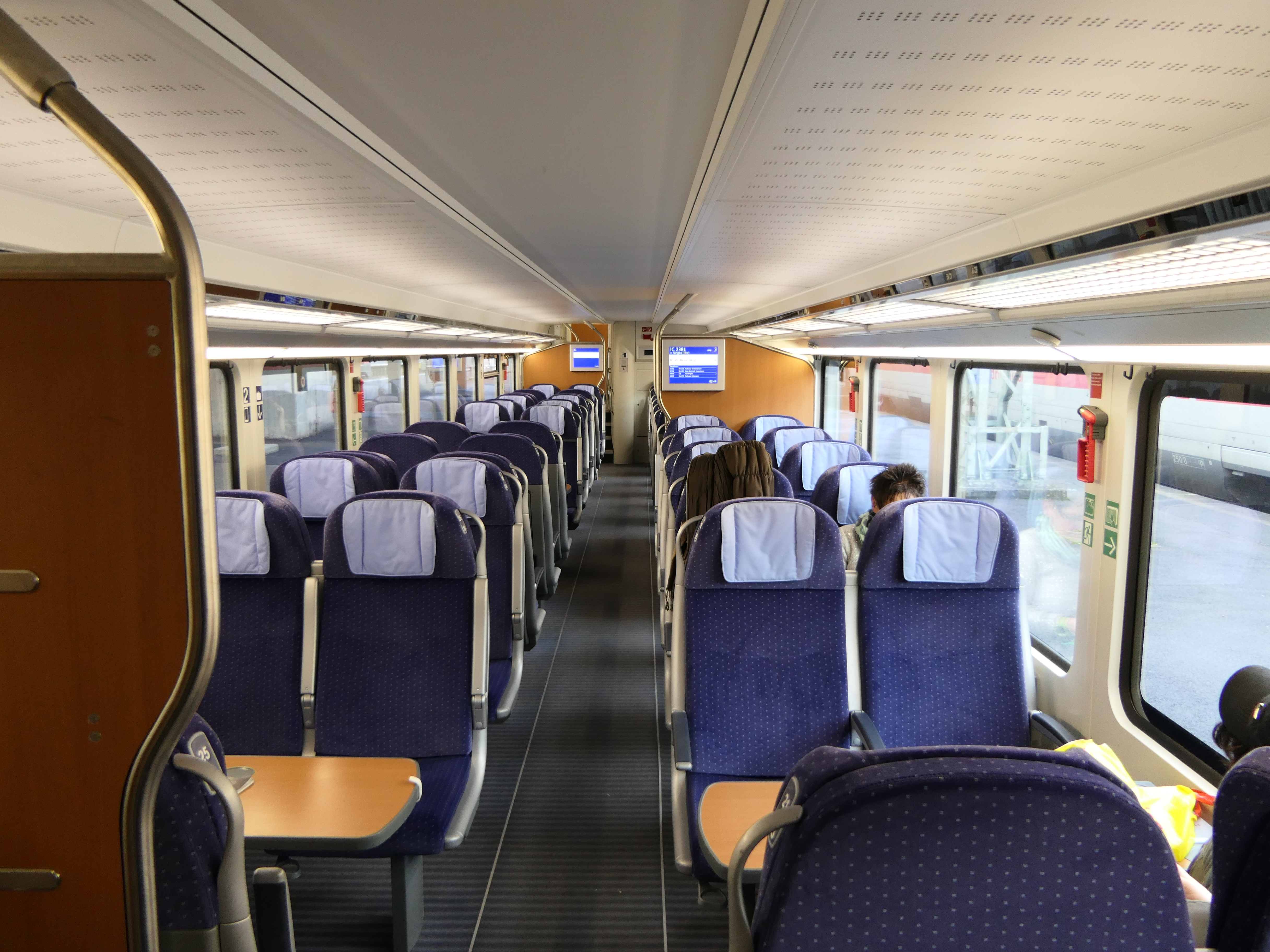
車内（2等車：1階）
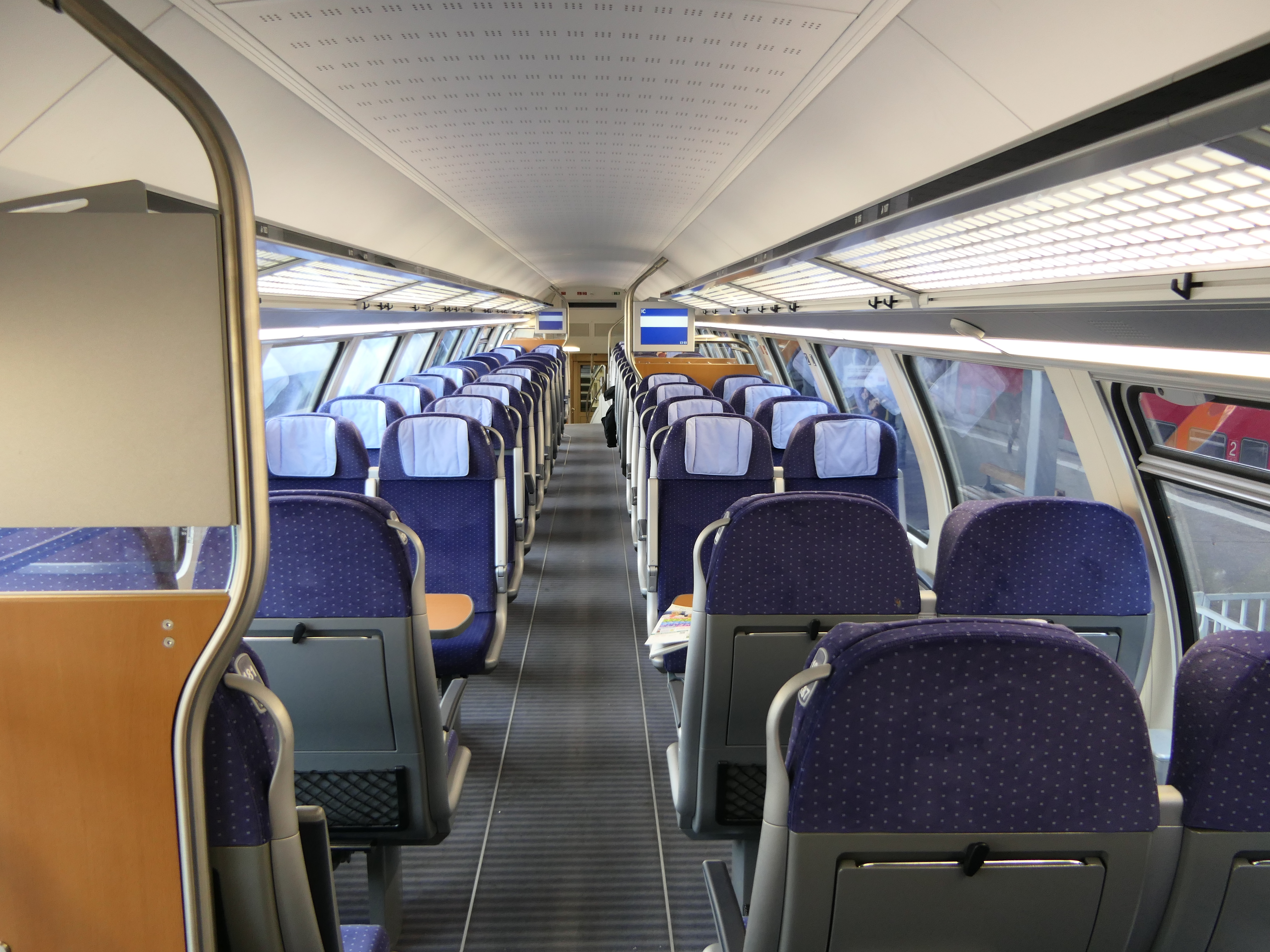
車内（2等車：2階）
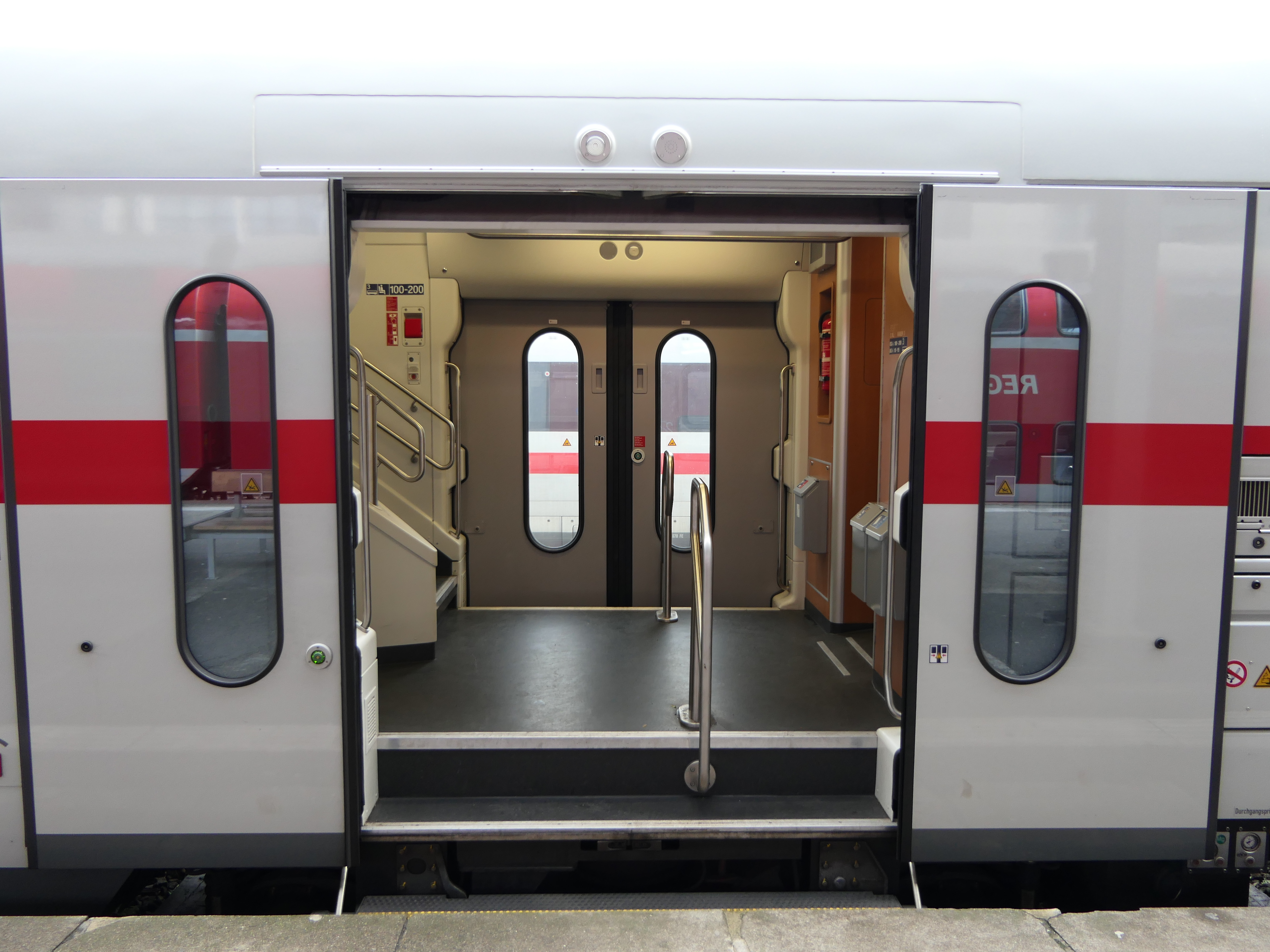
乗降扉（中間客車）
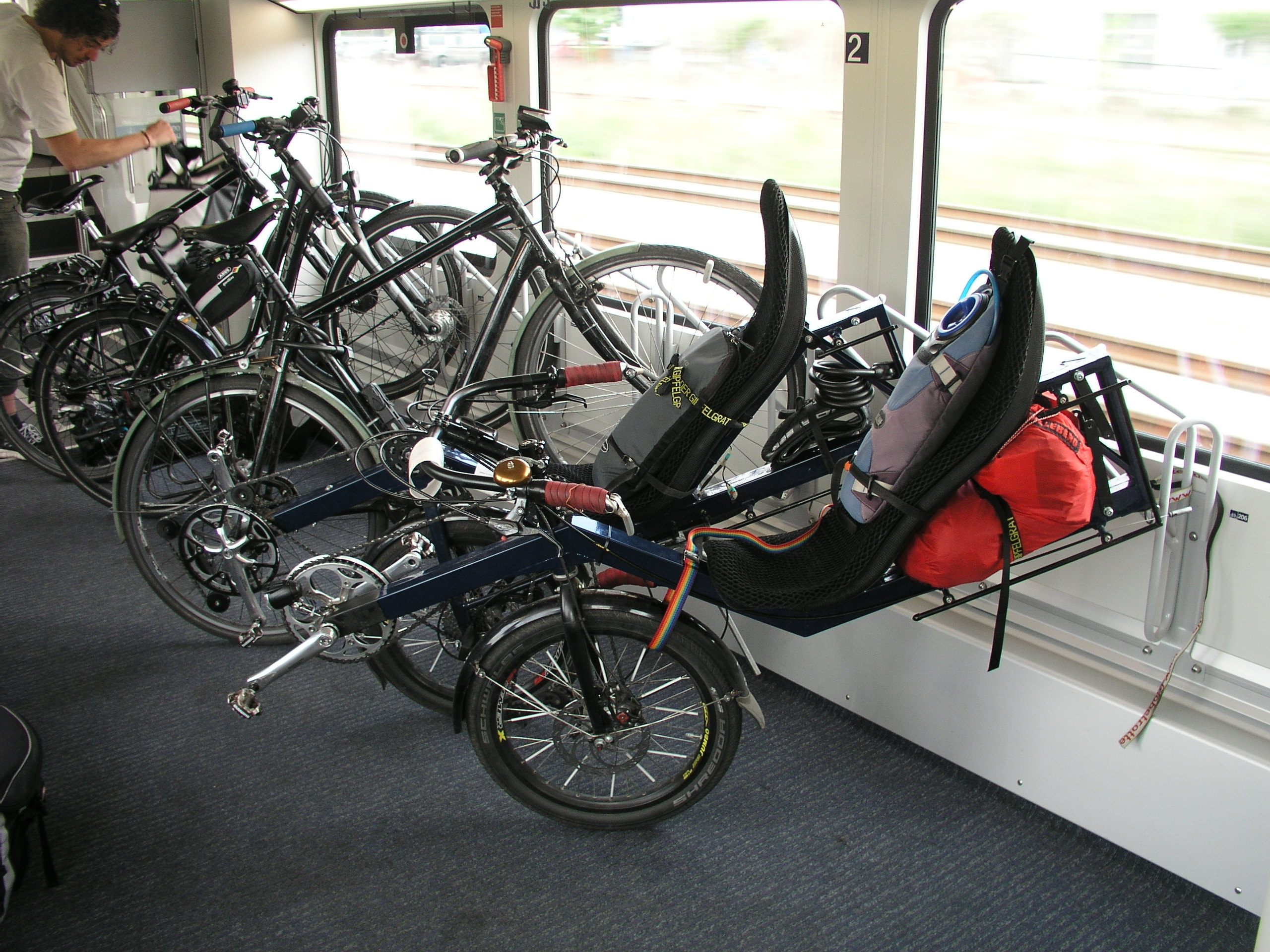
自転車用スペース（制御客車：1階）

### 電車

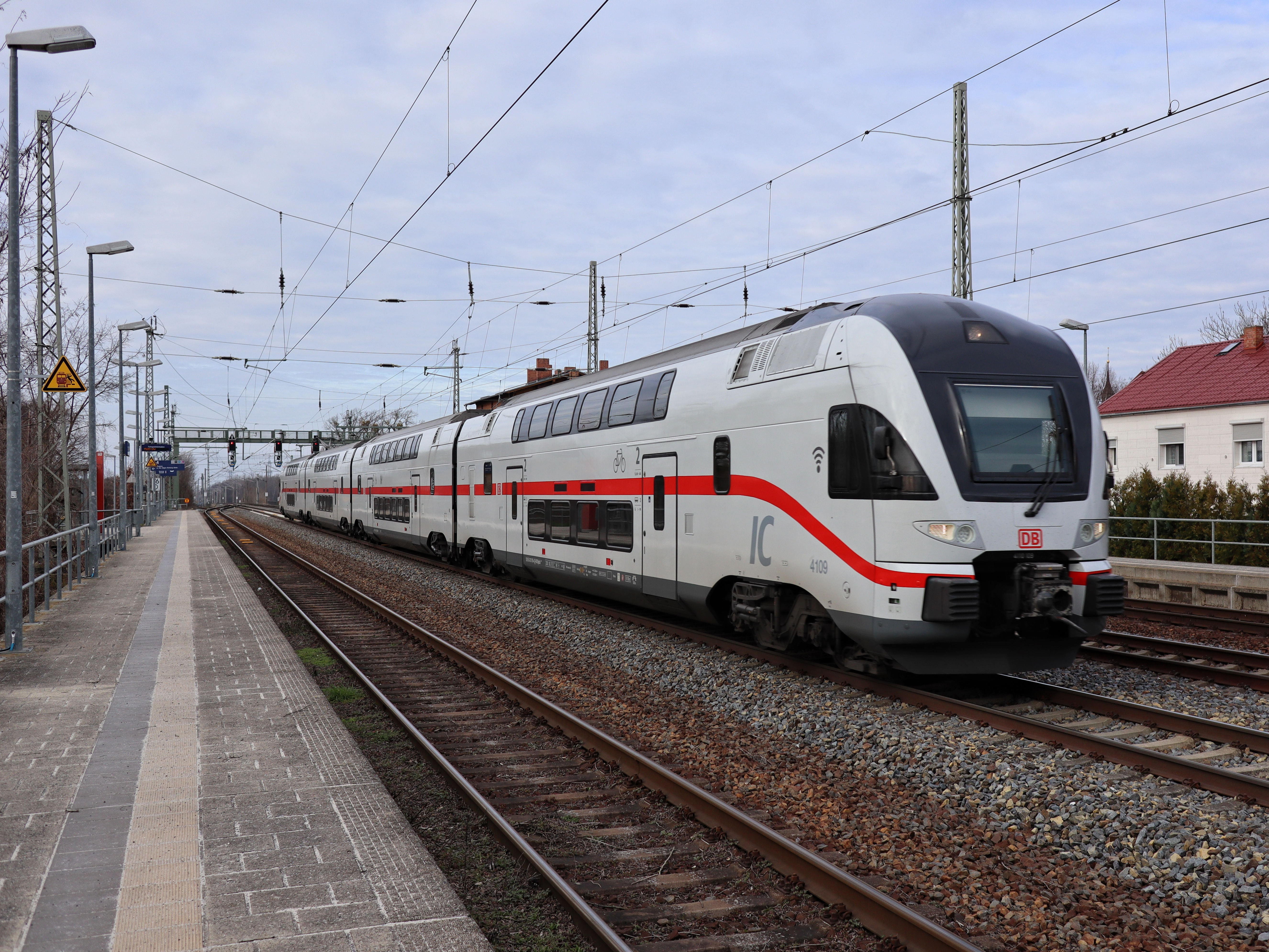
KISS（4110形）
（2020年撮影）

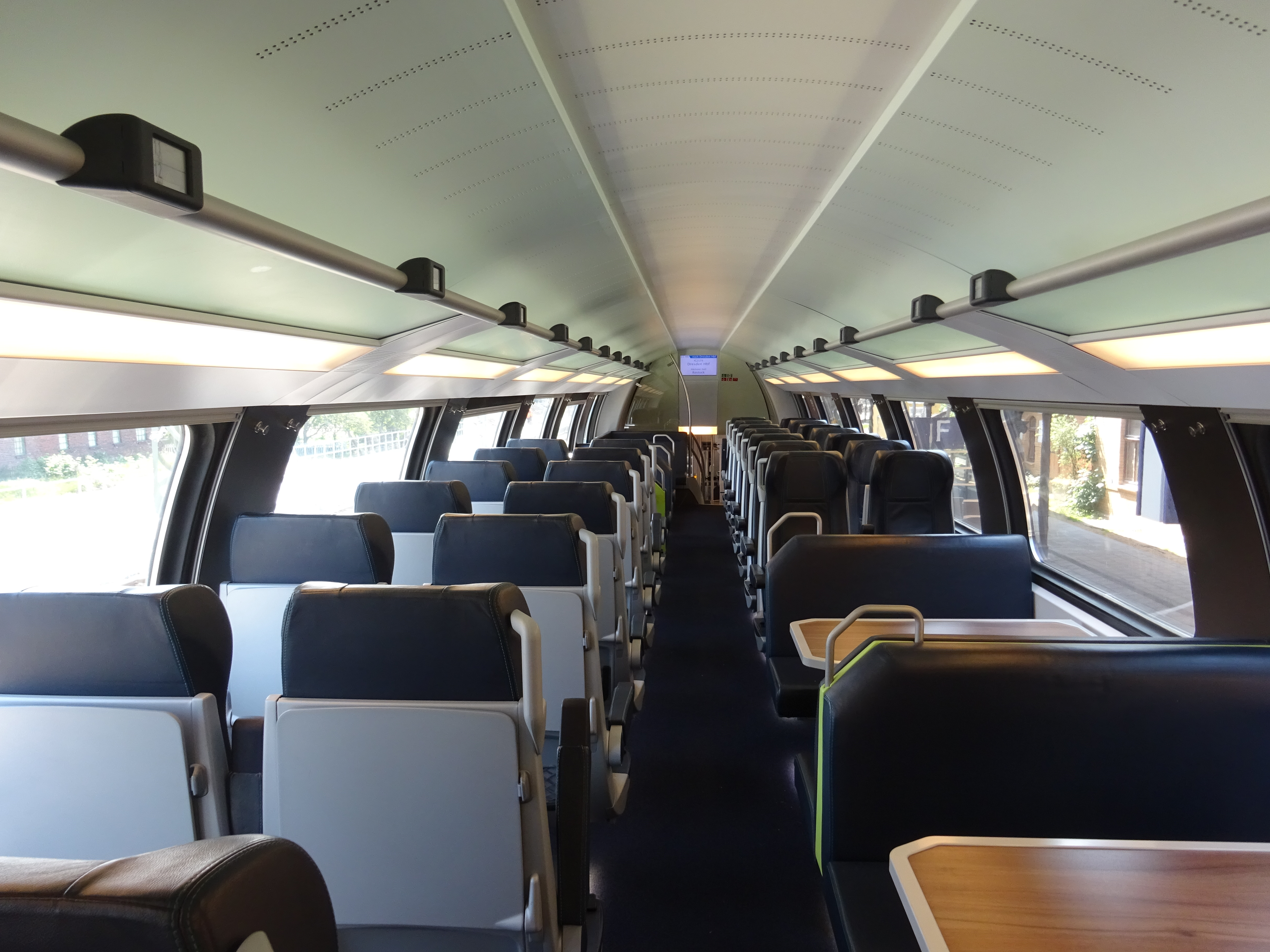
車内（2等座席）
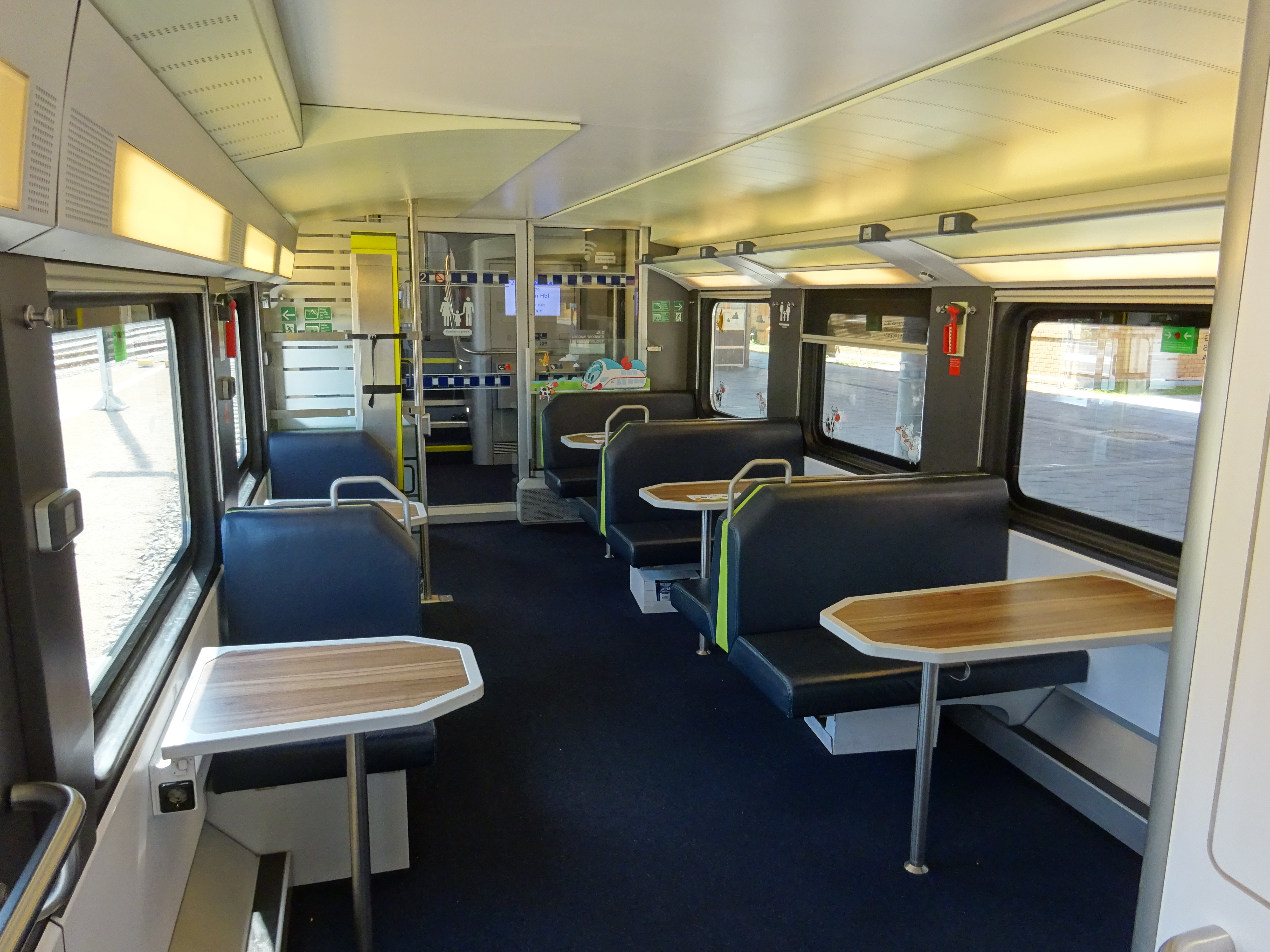
車内（ファミリー席）
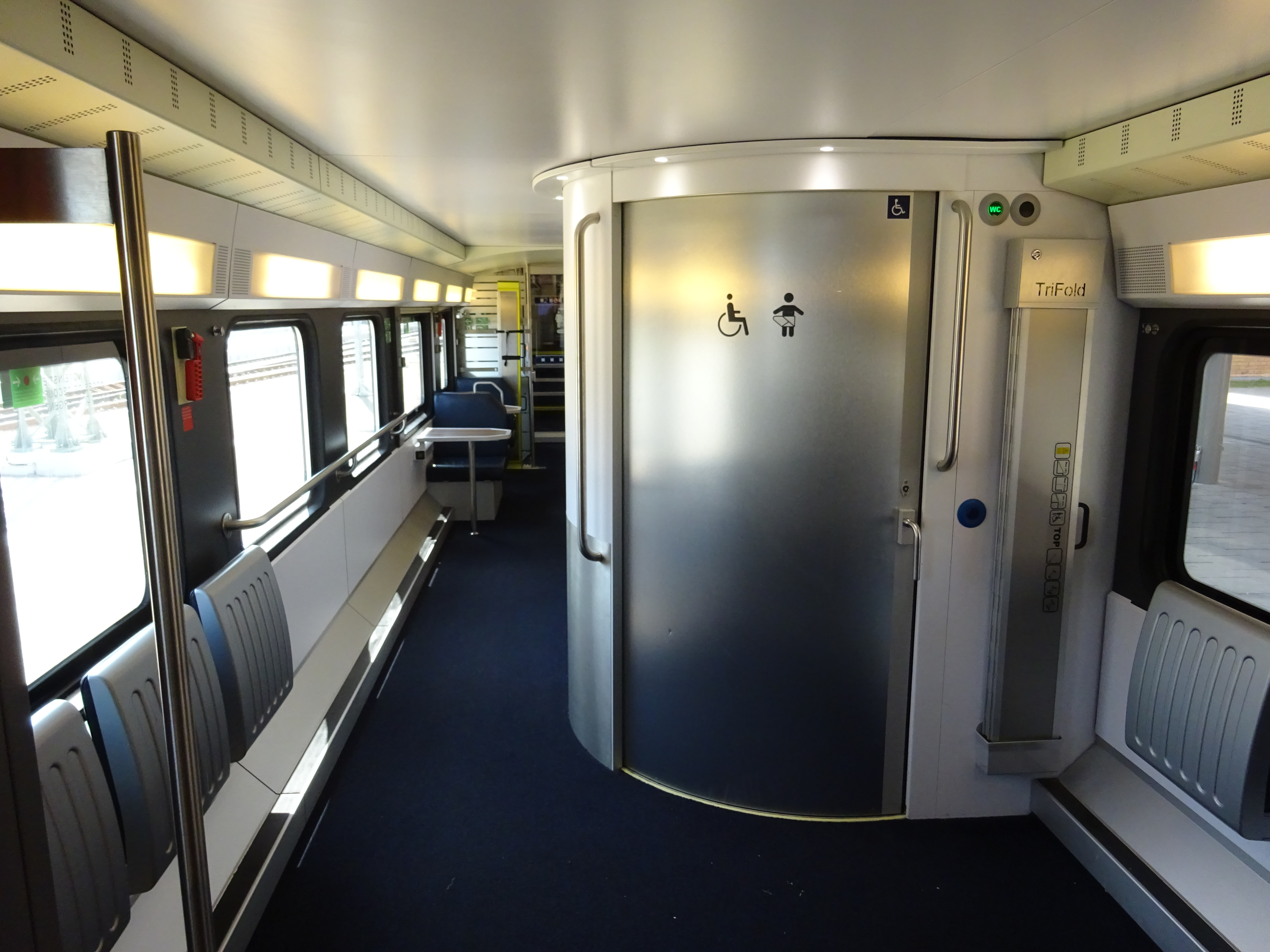
車内（トイレ）

2019年、ドイツ鉄道は慢性的な車両不足を改善するため、オーストリアの列車運行会社であるウェストバーンで余剰となった2階建て電車のKISS（KISS200）を譲受する契約を交わした。それに基づき、塗装変更に加えてフリースペースの位置変更や座席予約システム、乗客情報システム、wi-fi通信への対応といった改造工事が行われ、2020年3月から営業運転を開始した。これらの車両は前述した客車列車よりも速い最高速度200 km/hでの運行が行われ、4110形の形式名が付けられた。
2021年時点では4両編成9本が使用されていたが、翌2022年から2023年にかけて新造した中間車両が増結され6両編成とする事が検討されていた。また、2021年秋季にはウェストバーンから6両編成8本の譲渡も計画されており、これらの車両は2022年以降シュトゥットガルト - チューリッヒ間の国際列車に導入される事になっていた。だが、オーストリアの首都・ウィーンでのメンテナンスが必要となる事の手間に加え、収容力不足も問題視された結果、2025年中にこれらの車両はオーストリア連邦鉄道（ÖBB）へ売却される事になっている。
2021年時点で使用されていた4両編成の諸元は以下の通り。
| 号車       | 号車       | 6              | 5           | 4           | 1             |
| 形式       | 形式       | DABpzfa 110.F  | DBpza 110.E | DBpza 110.D | DBpdzfa 110.A |
| 車種       | 車種       | 1等・2等合造車 | 2等車       | 2等車       | 2等車         |
| 全長       | 全長       | 25,360mm       | 24,820mm    | 24,820mm    | 25,360mm      |
| 重量       | 重量       | 64t            | 45t         | 45t         | 64t           |
| 座席数     | 1等        | 31             |             |             |               |
| 座席数     | 2等        | 28             | 95          | 72          | 59            |
| 座席数     | 折り畳み   | 4              | 2           | 7           | 4             |
| 備考・参考 | 備考・参考 | [ 13 ]         | [ 13 ]      | [ 13 ]      | [ 13 ]        |

- 車内（2等座席）
- 車内（ファミリー席）
- 車内（トイレ）

## 運用
2015年の運行開始以降、インターシティ2は従来の1階建て客車を置き換える形で順次運行区間を拡大しており、2021年の時点で以下の系統で営業運転に用いられている。そのうち太線で書かれた系統については始発駅を2時間おきに出発するパターンダイヤが組まれている。
- 客車
  - ライプツィヒ - ハノーファー - ノルトダイヒ（ドイツ語版）
  - コトブス - マクデブルク - ハノーファー - ノルトダイヒ
  - ドレスデン - ライプツィヒ - ハノーファー - ケルン - コブレンツ - マンハイム - シュトゥットガルト - テュービンゲン[15]
  - カールスルーエ - シュトゥットガルト - ニュルンベルク - バンベルク - イェーナ - ライプツィヒ[16]
  - エムデン - ミュンスター - デュッセルドルフ - ケルン
  - シュトゥットガルト - ジンゲン（ドイツ語版） - チューリッヒ[15]
  - シュトゥットガルト - ジンゲン - コンスタンツ（1日2往復運転）

- 電車
  - ヴァーネミュンデ - ロストック - ベルリン - ドレスデン[10]
  - ウィーン - ニュルンベルク - ライプツィヒ - ベルリン - ロストック（夜行列車）[注釈 2][10]